# Морлан (коммуна)
Морла́н (фр. Morlanne) — коммуна во Франции, находится в регионе Аквитания. Департамент — Атлантические Пиренеи. Входит в состав кантона Арти-э-Пеи-де-Субестр. Округ коммуны — По.
Код INSEE коммуны — 64406.

## География
Коммуна расположена приблизительно в 640 км к югу от Парижа, в 150 км южнее Бордо, в 28 км к северо-западу от По.
По территории коммуны протекает река Люи-де-Беарн.

### Климат
Климат тёплый океанический. Зима мягкая, средняя температура января — от +5°С до +13°С, температуры ниже −10 °C бывают редко. Снег выпадает около 15 дней в году с ноября по апрель. Максимальная температура летом порядка 20-30 °C, выше 35 °C бывает очень редко. Количество осадков высокое, порядка 1100 мм в год. Характерна безветренная погода, сильные ветры очень редки.

## Население
Население коммуны на 2010 год составляло 589 человек.
| 1962 | 1968 | 1975 | 1982 | 1990 | 1999 | 2010 |
| ---- | ---- | ---- | ---- | ---- | ---- | ---- |
| 361  | 366  | 338  | 386  | 389  | 432  | 589  |

## Администрация
| Период | Период | Фамилия            | Партия                                               | Примечания |
| ------ | ------ | ------------------ | ---------------------------------------------------- | ---------- |
| 1995   | 2020   | Филипп Лаборд-Рена | Демократическое движение → Союз за народное движение |            |

## Экономика
В 2010 году среди 367 человек трудоспособного возраста (15-64 лет) 287 были экономически активными, 80 — неактивными (показатель активности — 78,2 %, в 1999 году было 74,6 %). Из 287 активных жителей работали 262 человека (144 мужчины и 118 женщин), безработных было 25 (10 мужчин и 15 женщин). Среди 80 неактивных 32 человека были учениками или студентами, 31 — пенсионерами, 17 были неактивными по другим причинам.

## Достопримечательности
- Церковь Св. Лаврентия (XIV век). Исторический памятник с 1911 года[4]
- Бывший светский монастырь, известный как Ла-Тур (XV век). Исторический памятник с 2000 года[5]
- Замок Морлан[фр.] (XIV век). Исторический памятник с 1975 года[6]

## Фотогалерея

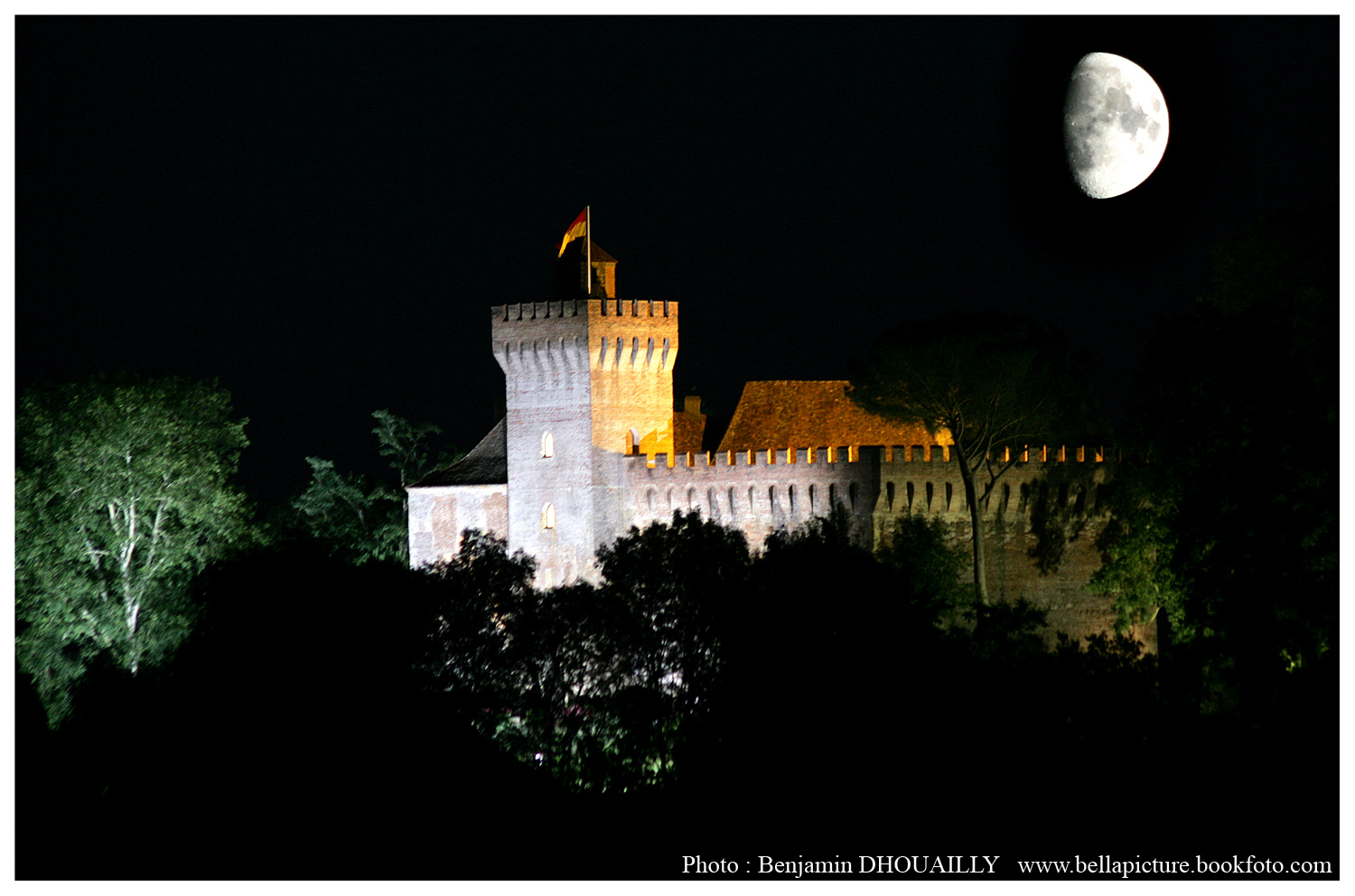
Замок Морлан
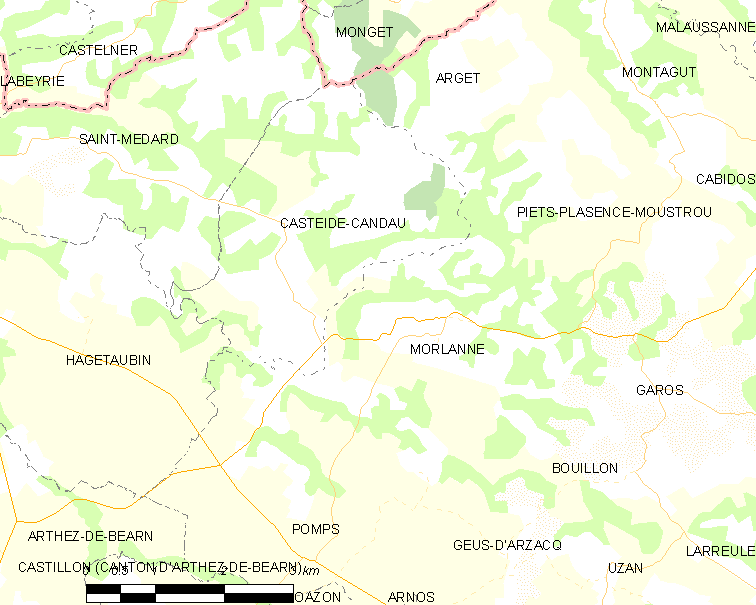
Карта коммуны